# Kompaktheitskriterium von James
Das Kompaktheitskriterium von James (nach Robert C. James) ist ein mathematischer Satz aus dem Teilgebiet der Funktionalanalysis. Dieser Satz charakterisiert die bezüglich der schwachen Topologie kompakten Mengen eines Banachraums und hat den Satz von James über reflexive Banachräume zur Folge.
Eine nicht-leere schwach-abgeschlossene Menge ist genau dann schwach-kompakt, wenn jedes stetige lineare Funktional aus dem Dualraum {\displaystyle X\,'} auf dieser Menge das Betragsmaximum annimmt.
Genauer lautet dieser Satz:
Kompaktheitskriterium von James: Seien {\displaystyle X} ein Banachraum und {\displaystyle A\subset X} eine nicht-leere schwach-abgeschlossene Menge. Dann sind folgende Aussagen äquivalent:
- {\displaystyle A} ist schwach-kompakt.
- Für jedes {\displaystyle f\in X\,'} gibt es ein {\displaystyle x_{0}\in A} mit {\displaystyle f(x_{0})=\sup\{|f(x)|;\,x\in A\}}.
- Für jedes {\displaystyle f\in X_{\mathbb {R} }'} gibt es ein {\displaystyle x_{0}\in A} mit {\displaystyle f(x_{0})=\sup\{|f(x)|;\,x\in A\}}.
- Für jedes {\displaystyle f\in X_{\mathbb {R} }'} gibt es ein {\displaystyle x_{0}\in A} mit {\displaystyle f(x_{0})=\sup\{f(x);\,x\in A\}}.

Dabei steht {\displaystyle X_{\mathbb {R} }} für den reellen Vektorraum, der durch die Einschränkung der Skalarmultiplikation auf {\displaystyle \mathbb {R} } entsteht. Dieser Teil des Satzes ist nur für {\displaystyle \mathbb {C} }-Banachräume interessant. Eine Folgerung aus obigem Satz ist:
Satz von James: Für einen Banachraum {\displaystyle X} sind äquivalent:
- {\displaystyle X} ist reflexiv.
- Für alle {\displaystyle f\in X\,'} gibt es ein {\displaystyle x\in X} mit {\displaystyle \|x\|\leq 1}, so dass {\displaystyle f(x)=\|f\|}.

Das folgt sofort aus obigem Kompaktheitskriterium, wenn man verwendet, dass ein Banachraum genau dann reflexiv ist, wenn die Einheitskugel schwach-kompakt ist, und dass für ein {\displaystyle f\in X\,'} das Supremum auf der Einheitskugel definitionsgemäß gleich {\displaystyle \|f\|} ist.
Historisch wurden diese Sätze in umgekehrter Reihenfolge bewiesen. Zunächst hatte James 1957 das Reflexivitätskriterium für separable Banachräume bewiesen und 1964 für allgemeine Banachräume. Da die Reflexivität zur schwachen Kompaktheit der Einheitskugel äquivalent ist, hatte Victor L. Klee  1962 dies als Kompaktheitskriterium für die Einheitskugel umformuliert und vermutet, dass dieses Kriterium beliebige schwach-kompakte Mengen charakterisiert. Dieses wurde dann 1964 tatsächlich von R. C. James bewiesen.